# Chrysichthys wagenaari
Chrysichthys wagenaari är en fiskart som beskrevs av Boulenger, 1899. Chrysichthys wagenaari ingår i släktet Chrysichthys och familjen Claroteidae. IUCN kategoriserar arten globalt som livskraftig. Inga underarter finns listade i Catalogue of Life.